# Пасарик
Пасарик (тадж. Пасариқ) — село в Кушониёнском районе Хатлонской области Республики Таджикистан. Подчинен администрации джамоата посёлка Бохтариён.
Находится на расстоянии 30 км от райцентра (пгт. им. Исмоила Сомони) и 12 км от посёлка Бохтариён.
Население — 826 чел. (2017).